# American Mathematical Monthly
American Mathematical Monthly — научно-популярный математический журнал, основанный Бенджамином Финкелом в 1894 году, ориентированный на широкий круг читателей — от студентов до профессионалов, покрывает практически все области современной математики.
Выпускается Американской математической ассоциации с периодичностью 10 выпусков в год, печатается издательством Taylor & Francis.
С 1997 года электронная версия журнала доступна на сайте ассоциации для её членов.
Главными редакторами в разные годы работали Карл Аллендорфер, Роберт Кармайкл, Пол Халмош и другие.

## Другие журналы Американского математического общества
- Bulletin of the American Mathematical Society
- Journal of the American Mathematical Society
- Memoirs of the American Mathematical Society
- Notices of the American Mathematical Society
- Proceedings of the American Mathematical Society
- Transactions of the American Mathematical Society